# Вільямур'єль-де-Кампос
Вільямур'єль-де-Кампос (ісп. Villamuriel de Campos) — муніципалітет в Іспанії, у складі автономної спільноти Кастилія-і-Леон, у провінції Вальядолід. Населення — 80 осіб (2010).
Муніципалітет розташований на відстані близько 210 км на північний захід від Мадрида, 50 км на північний захід від Вальядоліда.

## Демографія
Динаміка населення (INE ):